# Elettrotreno BTR 813
Il BTR 813 è un elettrotreno prodotto dalla svizzera Stadler, facente parte della famiglia Flirt 3, di tipo BMU (Bimodal Multiple Unit), con alimentazione multipla da linea aerea e generatori diesel di bordo.
I Flirt BMU, appositamente progettati ex novo da Stadler per la Regione Valle d'Aosta,, sono stati poi ampiamente prodotti, con specifiche variabili e sigle differenti, anche per diversi altri committenti.
Nel 2021 RFI ordina a Stadler cinque unità speciali al BTR 813, da utilizzare come treni diagnostici per le linee non elettrificate. Nella meccanica essi sono del tutto simili alle unità già in servizio passeggeri tra Torino e Aosta, ma sono equipaggiati con gli strumenti tecnologici atti a eseguire le operazioni di diagnostica. Il primo treno arriva in Italia nel novembre 2024.
Dal 2022 è stata commissionata una variante completamente elettrica, denominata ETR 814.

## Storia
La progettazione dei Flirt BMU da parte della società svizzera Stadler avvenne per rispondere a un bando della Regione Valle d'Aosta, finalizzato all'acquisto di treni bimodali da impiegare per consentire il ripristino di collegamenti senza cambi tra la stazione di Aosta e la stazione di Torino Porta Nuova; tale relazione, essendo la rete ferroviaria valdostana priva di elettrificazione, era stata operata con convogli a trazione diesel fino al 12 dicembre 2010, data a partire dalla quale la circolazione dei treni a propulsione termica nel passante ferroviario del capoluogo piemontese è stata vietata, sia per preoccupazioni riguardanti la salute dei passeggeri per il ristagno delle polveri sottili nelle gallerie sia a causa di un incidente avvenuto a Porta Susa nell'ottobre 2009, quando i gas di scarico emessi da un treno a gasolio proveniente proprio da Aosta avevano accidentalmente attivato gli impianti antincendio della stazione. A seguito di tale provvedimento, per potersi spostare tra Aosta e Torino in treno, bisognava necessariamente utilizzare due corse distinte, una effettuata con un convoglio elettrico e l'altra con un mezzo diesel, con cambio a Ivrea o Chivasso.
Il bando puntava pertanto alla commessa di treni alimentabili sia da generatori a bordo (sistema diesel con trasmissione elettrica, "diesel-elettrico") sia da linea aerea di contatto, con l'eventuale possibilità di proseguire oltre Aosta, fino a Pré-Saint-Didier, capolinea periferico della ferrovia Aosta-Pré-Saint-Didier, il cui sedime, rispetto alla linea tra Aosta e Chivasso, ha raggi di curva più ridotti, pendenze più elevate ed un minor limite di carico assiale.
Il potenziamento infrastrutturale e/o l'elettrificazione del tratto valdostano erano al tempo ritenuti impraticabili, soprattutto per via delle numerose gallerie del tracciato, dove si sarebbe dovuto provvedere all'abbassamento del piano del ferro e al completo rifacimento di ponti adiacenti ai tunnel, comportando, oltre a un costo ingente, anche la chiusura prolungata di diversi tratti della ferrovia. Venne inoltre stimato che tali miglioramenti non avrebbero comunque influito sui tempi di percorrenza, essendo la ferrovia valdostana, per molti aspetti, una linea di montagna (con ridotti raggi di curva, carenza di rettilinei in cui acquisire e mantenere velocità sostenute e varie gallerie di sezione ridotta, in cui l'aria viene compressa dall'ingresso del convoglio) a binario unico, con necessità di fermate prolungate in occasione degli incroci. L'eventuale successiva esecuzione di lavori di raddoppio del binario, parziali o totali, avrebbe facilmente reso indispensabile l'implementazione di varianti di tracciato con nuove gallerie a doppio binario, e si sarebbe potuto approfittare di tali occasioni per provvedere al rifacimento dell'alimentazione, costruendo i nuovi percorsi già elettrificati; ciò inoltre avrebbe di fatto creato due linee ferroviarie, con il rischio che quella "vecchia" venisse relegata a tracciato alternativo lento o turistico oppure addirittura avviata alla dismissione, privando molti comuni intermedi dell'allacciamento al treno.

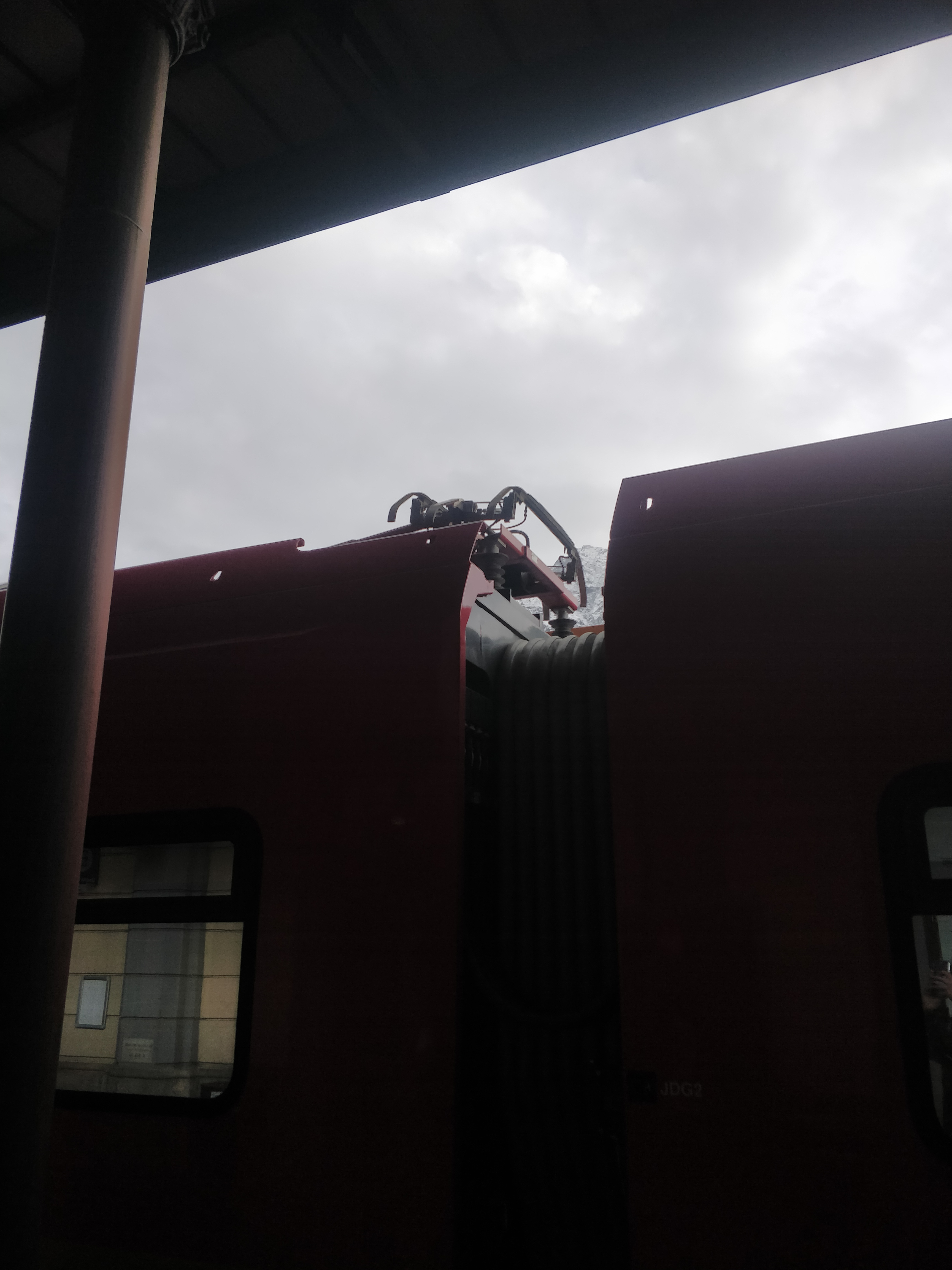
Pantografo abbassato

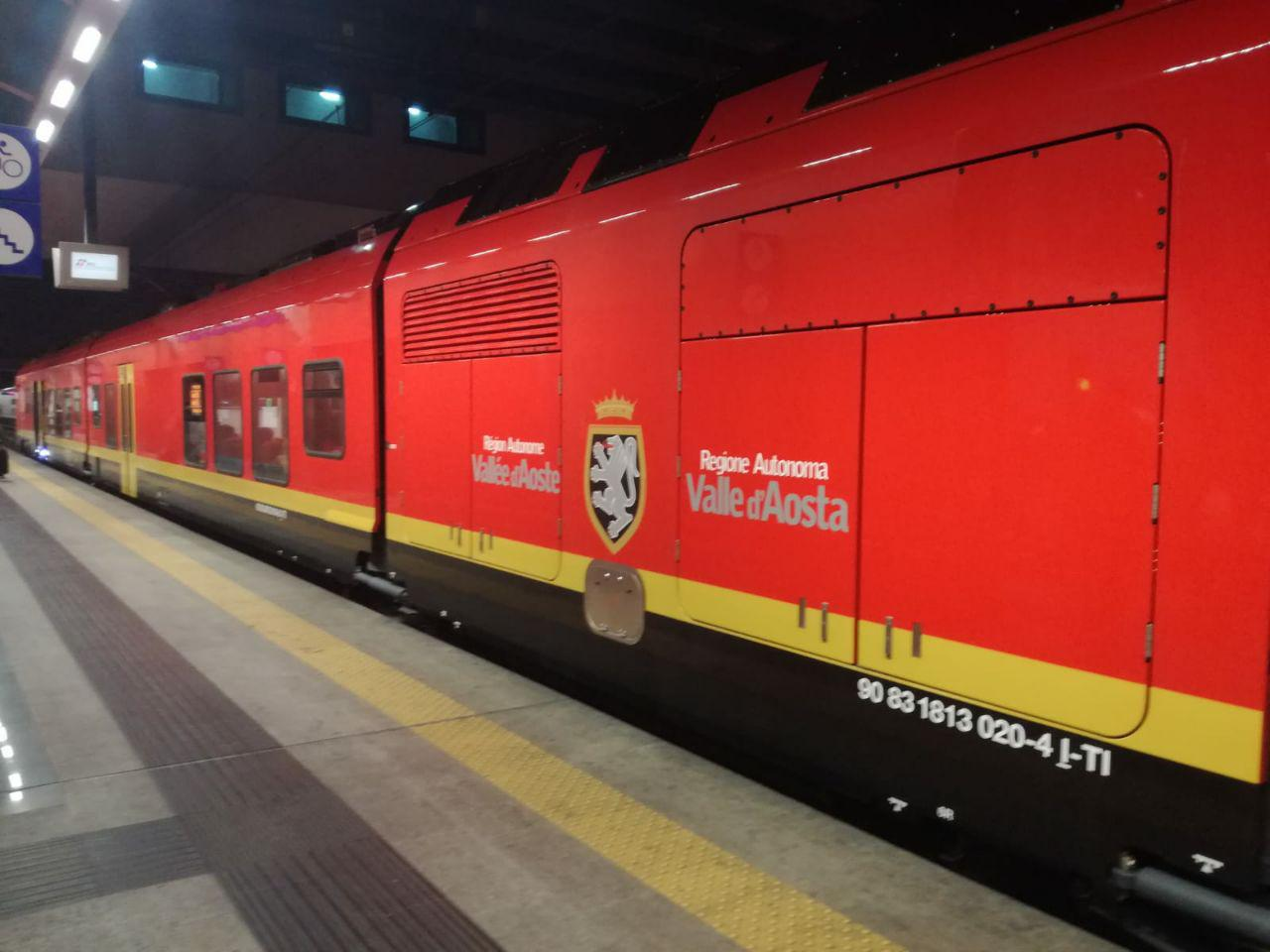
Cassa "PowerPack" con i generatori diesel

Dopo due gare deserte (circostanza probabilmente in parte imputabile alle specifiche molto peculiari richieste, a fronte delle quali i fornitori trovavano difficoltà nel realizzare sul prodotto un'economia di scala che evitasse un costo di base inaccessibile al budget della Regione), nel 2015, al terzo tentativo, la gara per una fornitura di 5 convogli (con opzione per altri 5) fu vinta dalla Stadler. La consegna dei primi treni fu programmata per il mese di maggio 2018.
Essendo un modello di treno totalmente nuovo per il territorio italiano, il Flirt BMU necessitò di essere sottoposto all'A.M.I.S. (autorizzazione di messa in servizio) da parte dell'Agenzia Nazionale per la Sicurezza delle Ferrovie (ANSF); ogni singolo convoglio dovette quindi ricevere la conformità ANSF al modello-tipo autorizzato ed essere iscritto al Registro di Immatricolazione Nazionale (RIN), per poter infine ottenere l'autorizzazione alla circolabilità da parte di RFI.
Sebbene la costruzione dei 5 treni da parte di Stadler fosse stata realizzata per tempo (il primo convoglio era completo già a giugno 2017, l'ultimo a marzo 2018), le procedure di omologazione da parte dell'ANSF, con Italcertifer quale verificatore indipendente di sicurezza (VIS), sono poi risultate sensibilmente più lunghe di quanto pianificato, sia per normative variate rispetto a quando venne aggiudicato il bando, sia per la nuova tipologia bimodale di convoglio. L'inizio delle consegne, pertanto, slittò quasi a fine 2018.
Nell'ottobre 2018, il BTR 813 risultava impegnato in corse di prova autonome diurne lungo alcuni tratti ferroviari della Toscana.
L'A.M.I.S. provvisoria per il modello di treno - con utilizzo solo in singola composizione - fu rilasciata a fine maggio 2019; fecero seguito le attestazioni di conformità al modello autorizzato per ogni specifico convoglio, dopodiché le A.M.I.S. di serie per il convogli 004 e 005 furono rilasciate a giugno 2019, quella per il convoglio 003 a fine agosto, mentre le richieste per i convogli 001 e 002 vennero inoltrate successivamente.
Ad agosto 2019 l'introduzione dei collegamenti tra Aosta e Torino con i primi treni bimodali fu pianificata per l'autunno.
Il 28 agosto 2019 il primo BTR raggiunse il deposito di Torino Smistamento, trainato dalla E.632.016 della DTR Piemonte, dove cominciò le corse di pre-esercizio, svoltesi fino a settembre 2019 fuori servizio nell'area torinese.

Il primo arrivo di un BTR 813 ad Aosta, nel quadro di un viaggio prova da Torino, avvenne giovedì 26 settembre 2019; a bordo vi erano solo i tecnici addetti alla guida e monitoraggio, mentre in un primo momento la stampa aveva preannunciato la presenza a bordo di dirigenti della Regione Valle d'Aosta e di Trenitalia, parti tra cui era stato redatto apposito contratto di comodato gratuito per l'uso dei cinque treni di proprietà regionale.

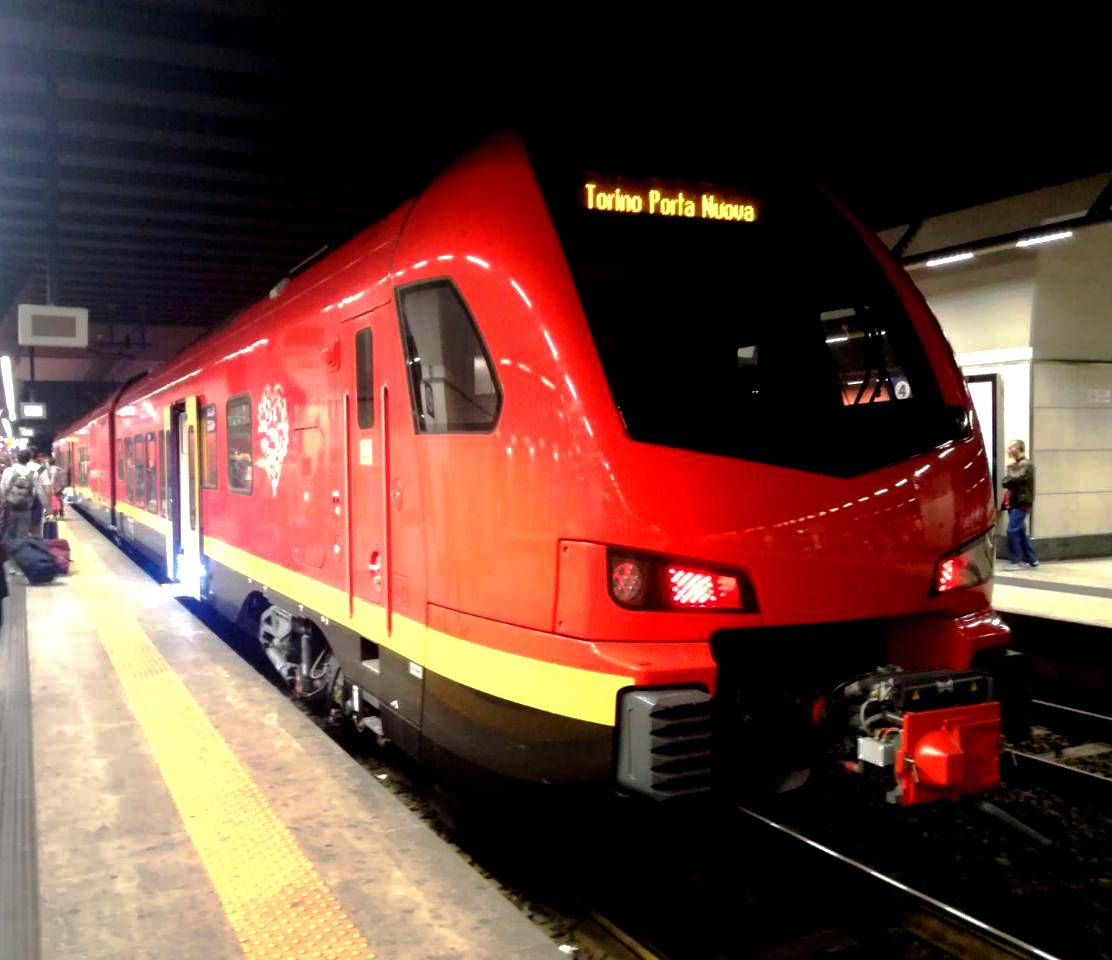
BTR 813 a Torino Porta Susa il primo giorno di servizio (6-10-2019)

L'entrata in servizio dei primi due BTR 813 avvenne domenica 6 ottobre 2019 con i convogli 004 e 005 impegnati in 9 corse giornaliere sulla tratta Aosta-Torino Porta Nuova.
Il 7 ottobre venne rilasciata l'A.M.I.S. di serie per il convoglio 001, che entrò a sua volta in servizio l'11 ottobre.
In attesa del rilascio dell'A.M.I.S. di serie per anche per il mezzo 002 e dell'effettiva entrata in servizio di tutti i 5 convogli, anche in doppia composizione per le necessità delle ore di punta, venne pianificato che fino al nuovo orario di dicembre i BTR 813 effettuassero 4 partenze giornaliere da ambo i capolinea nelle fasce di morbida a bassa frequentazione. L'A.M.I.S. dell'ultimo convoglio fu poi rilasciata il 12 dicembre.
Sul finire del dicembre 2019 l'assessore Bertschy annunciò che doveva ancora essere concessa l'omologazione all'utilizzo in doppia composizione da parte della nuova agenzia di sicurezza ANSFISA, prevedendone il rilascio nei primi mesi del 2020;.
L'A.M.I.S. definitiva per l'utilizzo del BTR 813 (ancora in singola composizione) venne rilasciata il 4 febbraio 2020.

Al marzo 2020 il servizio dei bimodali era previsto che rimanesse relegato alle fasce di morbida fino al nuovo orario del 13 giugno 2020, mancando ancora l'autorizzazione all'uso in doppia composizione; tale situazione invece si protrasse ulteriormente, poiché l'A.M.I.S. definitiva del BTR 813 per l'utilizzo in doppia composizione (comando multiplo) arrivò solo il 24 luglio 2020. L'esercizio comprensivo dell'utilizzo in doppia composizione ebbe quindi inizio a dicembre 2020, con il passaggio all'orario invernale 2020-2021, ma con un numero ridotto di corse data la disponibilità di soli 5 convogli.
Sul finire di agosto 2020 fu annunciata la messa in servizio di 4 ulteriori treni bimodali entro il 2022, i quali però sarebbero stati prodotti da Hitachi Rail, beneficiaria di una nota di contratto applicativo per 4 treni chiamati Blues; tali mezzi però non potevano essere utilizzati uniti ai BTR 813 di Stadler per formare convogli a doppia composizione, non essendoci possibilità di comando multiplo tra treni di diverso modello e produttore.
A marzo 2021, attraverso il DEFR per il triennio 2021-2023, venne approvato l'acquisto di ulteriori 3 BTR 813 finanziati dallo Stato nel 2017, già in opzione nel contratto del 2015; con un totale di 8 convogli circolanti, si sarebbero potute rendere dirette tutte le corse della relazione Torino-Aosta ed aumentare le corse in doppia composizione.

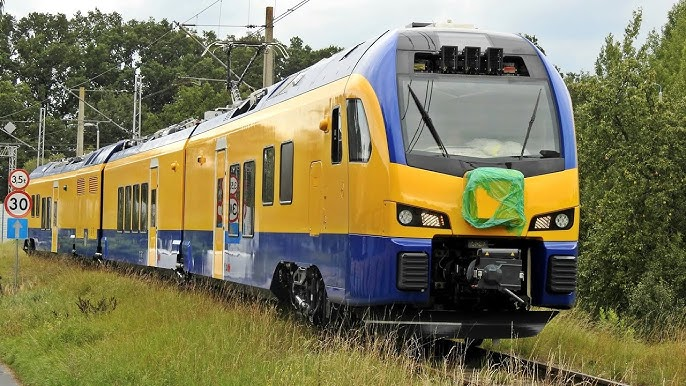
BTR 813 RFI in prova a Żmigród (PL)

Nel mentre, tuttavia, gli studi effettuati nell'ambito dell'accordo di programma quadro tra regione Valle d’Aosta e Rete Ferroviaria Italiana avevano rivisto la valutazione in merito all'opportunità di elettrificare la tratta Ivrea-Aosta, pertanto avviata la progettazione a tale scopo. In ragione di ciò, nell'autunno del 2022 si rese noto che i 3 nuovi treni non sarebbero stati nativamente bimodali, bensì a trazione solamente elettrica, con la possibilità di aggiungere il modulo per la trazione diesel in caso di necessità.

## Descrizione
Il BTR 813 fa parte della famiglia dei FLIRT di terza generazione ed è il primo modello di FLIRT della serie BMU (Bimodal Multiple Unit), derivante da un'integrazione tra i modelli EMU (alimentazione elettrica da linea aerea) e DMU (alimentazione elettrica da generatore diesel a bordo).
Il convoglio è un elettrotreno reversibile a composizione bloccata di 4 casse (che possono essere all'occorrenza aumentate) unite tramite carrelli Jakobs, con trazione ripartita sui carrelli motori in testa e coda. Le casse d'estremità sono dotate di cabina di guida e una delle 2 casse intermedie è più corta, poiché ospita i motori diesel con relativi alternatori; tale cassa, chiamata modulo PowerPack, ha un corridoio centrale percorribile per consentire all'utenza il passaggio tra le casse passeggeri adiacenti e rappresenta una sorta di equivalente moderno dei carrelli tender usati per trasportare acqua e combustibile nelle vecchie locomotive a vapore, poiché fornisce energia elettrica generata in loco ai carrelli motori posti in testa e coda al convoglio quando si impegnano tratte prive di linea aerea di contatto. Sull'altra cassa intermedia sono presenti i servizi igienici, affiancati da spazi dedicati al trasporto di biciclette e di persone con disabilità motorie.
È dotato dei sistemi di sicurezza SCMT (utilizzato tra Torino e Ivrea) ed SSC (utilizzato tra Ivrea e Aosta), realizzati in Italia. La variante in uso da RFI presenta inoltre il supporto nativo a ERTMS L2.

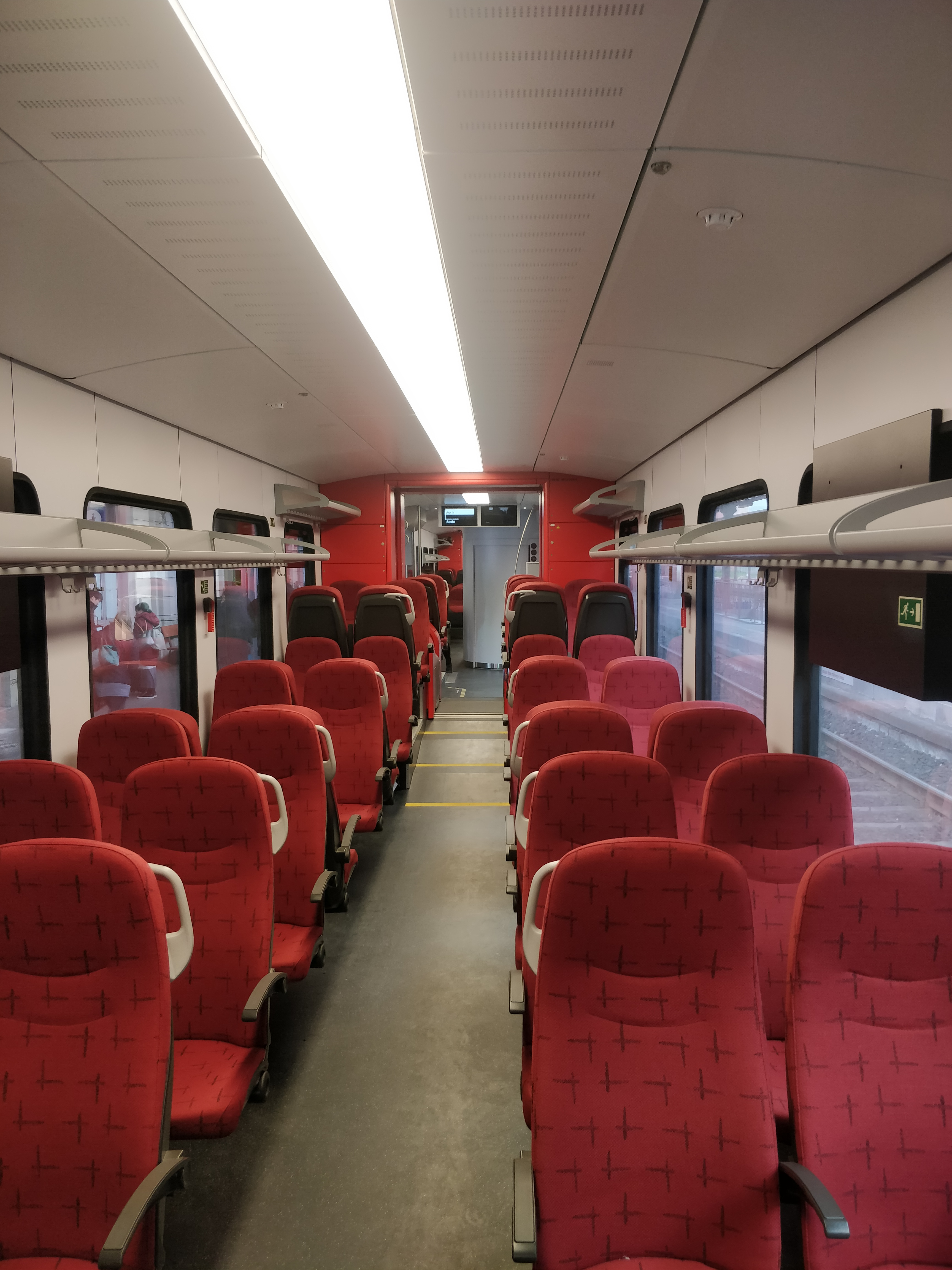
Interni del BTR 813

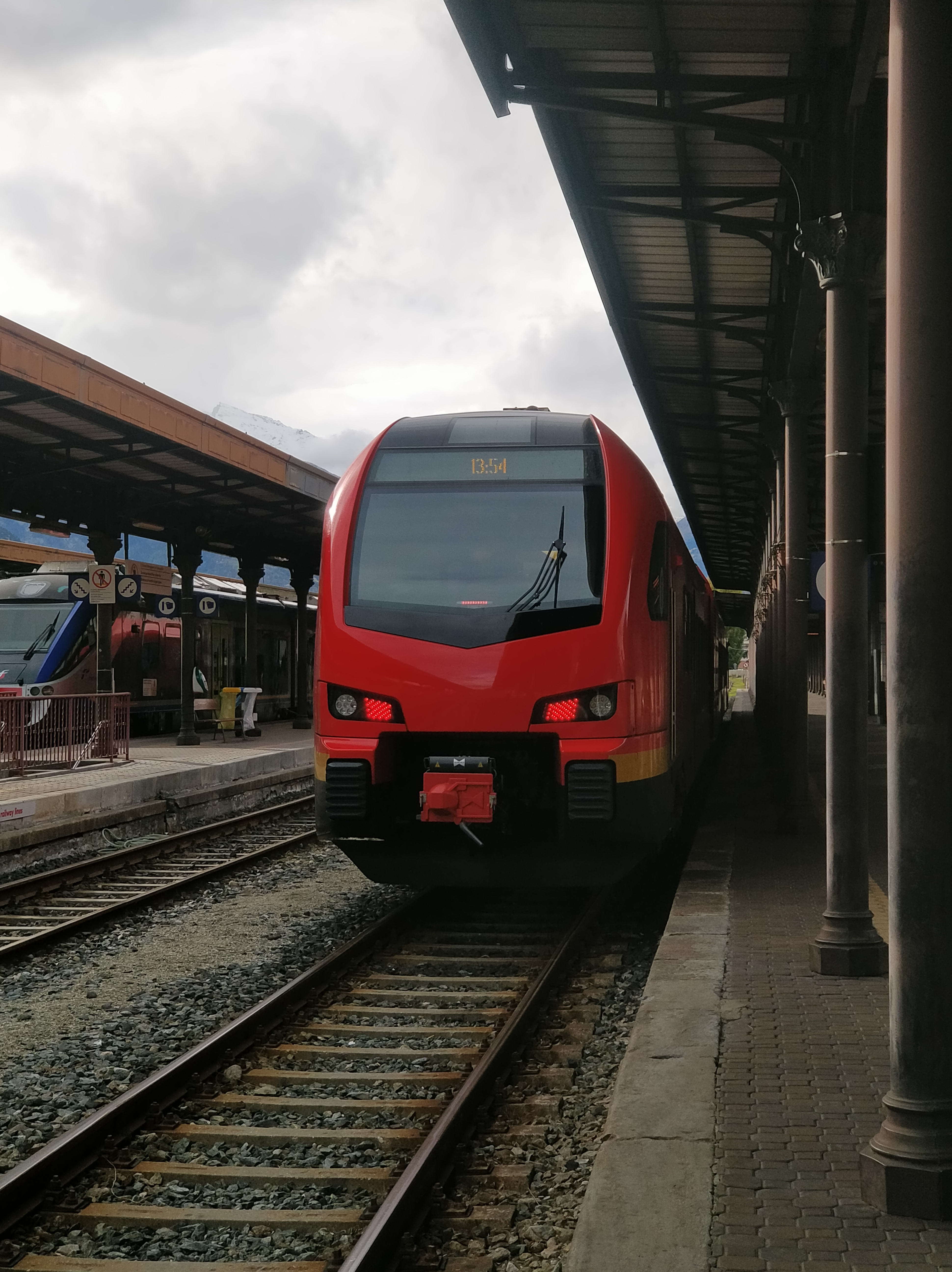
BTR 813 in servizio ad Aosta

La struttura interna è quella dei treni della famiglia FLIRT, a pianale ribassato e con posti a sedere sia a sedile fisso sia con poltroncine richiudibili nei corridoi più stretti. Presenta un bagno centrale provvisto di tazza e lavandino e alcuni punti di raccolta rifiuti presso le porte. Ci sono poi anche degli spazi adibiti ai disabili. Le porte si aprono a comando locale attraverso i pulsanti e sono provviste di pedane per compensare lo spazio tra treno e banchina. A differenza di altri elettrotreni, nelle cabine di guida sono presenti anche delle porte verso l'esterno, riservate al personale, oltre a quella verso l'interno del treno.
Per quanto riguarda i sistemi di informazione, il convoglio è dotato di schermi LCD interni che indicano il numero del treno, la stazione di destinazione e la fermata successiva, che è anche annunciata da una voce. Gli annunci delle fermate sono di tipo diverso rispetto allo standard in uso su gran parte dei convogli regionali di Trenitalia: tale differenza può essere dovuta al fatto che questi treni sono di proprietà della regione Valle d'Aosta ed allestiti secondo proprie specifiche. Esternamente sono presenti dei display indicanti la stazione di destinazione e la stazione corrente. Tutto il treno è dotato di videocamere di sicurezza.
In virtù del bilinguismo presente in Valle d'Aosta, tutte le segnaletiche e tutti gli annunci sonori a bordo sono in italiano e francese.
Il treno è pellicolato con una livrea dedicata imposta dalla Regione Valle d'Aosta: all'esterno prevale il rosso acceso, con una banda nera nella parte inferiore, separati da una striscia dorata che caratterizza anche le porte. La cassa PowerPack reca lo stemma della Regione. Anche internamente prevale il rosso sui sedili, il nero sul pavimento e l'oro per le strisce che segnalano gradini e pedane. Nero, oro e bianco sono anche i colori che caratterizzano la grafica degli schermi interni.

## Servizio
Il treno entrò ufficialmente in servizio il 6 ottobre 2019 con 4 corse giornaliere operate da 2 convogli sulla relazione diretta tra Torino Porta Nuova e Aosta, con cambio della numerazione ad Ivrea.
L'entrata in vigore dell'orario invernale 2019/2020 il 15 dicembre 2019 non abrogò le caratteristiche legate al cambio di treno (le soste prolungate a Ivrea e Chivasso) e non implementò la riduzione dei tempi di inversione marcia - "giro di banco" - da 12 a 4 min nelle stazioni di diramazione, non permettendo così di ridurre i tempi di percorrenza nella tratta Aosta-Torino Porta Nuova. Occorse attendere l'anno successivo, con l'entrata in vigore dell'orario invernale 2020/2021 (13 dicembre 2020), perché le suddette riduzioni dei tempi di percorrenza venissero applicate, portando generalmente a poco meno di 2 h il tempo di percorrenza programmato per le 24 relazioni giornaliere effettuate dai BTR 813 sulla tratta Aosta-Torino: il tempo di percorrenza minimo viene realizzato da alcuni servizi festivi, con 1h 54' da Aosta a Torino, mentre nella maggior parte dei casi è di 1h 56'.